# 20564 Michaellane
20564 Michaellane este un asteroid din centura principală de asteroizi.

## Descriere
20564 Michaellane este un asteroid din centura principală de asteroizi. A fost descoperit pe 9 septembrie 1999 la Socorro, New Mexico, în cadrul proiectului LINEAR. Asteroidul prezintă o orbită caracterizată de o semiaxă mare de 2,66 ua, o excentricitate de 0,09 și o înclinație de 4,2° în raport cu ecliptica.